# A Love Song for Bobby Long
A Love Song for Bobby Long es una película de Estados Unidos dirigida por Shainee Gabel en 2004, y protagonizada por  John Travolta, Scarlett Johansson, Deborah Kara Unger, Gabriel Macht, Dane Rhodes.
La neoyorquina Scarlett Johansson, la nueva perla de Hollywood y John Travolta (Pulp Fiction), con pelo blanco, alcoholizado y barriga prominente. Les acompañan Gabriel Match (Mucho más que amigos) y Deborah Kara Unger (The game). La documentalista Shainee Gabel (Anthem) dirige y escribe "A love song for Bobby Long", título original de esta adaptación de la novela "Off Magazine Street", producida en 2004 y con la que Scarlett Johansson obtuvo la nominación a la mejor actriz en los Globos de Oro.

## Sinopsis
La vida de Bobby Long, antiguo profesor de universidad adorado por sus alumnos, se derrumba tras un grave suceso y huye a Nueva Orleans con su protegido, el biógrafo Lawson Pines. Allí se acomodan en la casa de una amiga. Por otra parte, Purslane Hominy Will es una adolescente solitaria que regresa a su ciudad de origen, Nueva Orleans, tras recibir la noticia de que su madre ha fallecido. Allí descubre que la casa que le pertenece está habitada por dos hombres, amigos de su madre, que hace tiempo eligieron el camino equivocado: Bobby y Lawson. Los tres se verán obligados a convivir en un hogar destartalado y Pursy descubrirá a través de estos individuos cómo era su madre y algo más de su propia vida.

## Reparto
| Actor              | Personaje                 |
| ------------------ | ------------------------- |
| John Travolta      | Bobby Long                |
| Scarlett Johansson | Purslane Will             |
| Gabriel Macht      | Lawson Pines              |
| Deborah Kara Unger | Georgianna                |
| Clayne Crawford    | Lee                       |
| Sonny Shroyer      | Earl                      |
| Carol Sutton       | Ruthie                    |
| Warren Kole        | Sean (como Warren Blosjo) |
| Nick Loren         | Merchant                  |